# Jászkisér vasútállomás
Jászkisér vasútállomás egy Jász-Nagykun-Szolnok vármegyei vasútállomás, Jászkisér településen, a MÁV üzemeltetésében. A  belterület nyugati szélén helyezkedik el, a 3227-es út közelében, közúti elérését a 3225-ös útból kiágazó 32 327-es számú mellékút biztosítja.

## Vasútvonalak
Az állomást az alábbi vasútvonalak érintik:
- Vámosgyörk–Újszász-vasútvonal

## Kapcsolódó állomások
A vasútállomáshoz az alábbi állomások vannak a legközelebb:
- Jászapáti vasútállomás (Vámosgyörk–Újszász-vasútvonal)
- Jászkisér felső megállóhely (Vámosgyörk–Újszász-vasútvonal)

## Forgalom
| Járat        | Útvonal | Gyakoriság   |
| ------------ | --- | ------------ |
| személyvonat | Vámosgyörk – Jászárokszállás – Jászdózsa – Jászapáti – Jászkisér – Jászkisér felső – Szellőhát – Jászladány – Szászberek – Újszász – Zagyvarékas – Abonyi út – Szolnok | 2-3 óránként |